# Full Moon o Sagashite
Full Moon Wo Sagashite (満月をさがして Furu Mūn wo Sagashite?, lit. Buscando la Luna llena), generalmente acortado como Full Moon es una serie de manga escrita e ilustrada por Arina Tanemura. De acuerdo al furigana, el kanji 満月 del título se lee “furu mūn” (full moon) y no “mangetsu” o “mitsuki”. En Japón, siempre se usa el título completo, mientras que en EE. UU. se acorta como Full Moon. Originalmente el manga fue publicado en Ribon, una revista japonesa para chicas. Para el 2004 se terminó y tuvo un total de 7 tankōbon y un artbook. A medida que el manga empezó a ganar popularidad, una adaptación al anime fue hecha simultáneamente, realizado por Studio DEEN, terminando antes que el manga.

## Historia
Full Moon wo Sagashite se centra en una niña de 12 años llamada Mitsuki Koyama. Mitsuki sueña en ser cantante, pues tiene mucho talento y quiere ser una Idol, pero 
tiene un cáncer de garganta, el cual solo puede ser curado con una cirugía, que puede acabar dañando sus cuerdas vocales. Un día, se le aparece ante ella dos shinigami, los cuales solo puede ver ella, llamados Takuto y Mekoro, quienes responden al nombre de equipo «Negi ramen» (Fideos con sopa). Ellos le confiesan a Mitsuki que solo le queda un año más de vida y Mitsuki as da cuenta de que no puede esperar más para cumplir su sueño de convertirse en cantante. Sin embargo, no tiene la edad suficiente para presentarse a una audición, así que hace un trato con Takuto, para que la transforme en una niña de 16 años, y su nombre artístico será «Full Moon». No solo cambia su edad, sino que su garganta está curada, y puede cantar sin ninguna dificultad. Para comenzar su carrera como cantante, Mitsuki participa en una audición de un concurso de canto. A pesar de haber mucha competencia, logra apasionar a los jueces con su entusiasmo y su hermosa voz.
Además, dos años antes de la llegada de los Shinigami, ella le prometió a Eichi Sakurai, un chico que conoció en el orfanato y su mejor amigo, que ambos alcanzarían sus sueños: él ser astrónomo y ella ser cantante. Pero poco después, Eichi fue adoptado y se marchó a EE. UU., sin la posibilidad de que Mitsuki pudiera confesarle sus sentimientos. Ahora, sabiendo que va a morir, ella espera que un día Eichi pueda escuchar sus canciones y que vuelva junto con ella antes de que su vida termine.
En el manga, como en el anime, Mitsuki debuta bajo el nombre artístico de «Full Moon». Sin embargo, a diferencia del anime, na gana reconocimiento y popularidad instantánea, sino que tiene que luchar para estar en las listas. A pesar de sus comienzos similares, el anime y el manga tienen tramas totalmente distintas.

## Personajes

### Humanos
Mitsuki Koyama (神山 満月 Kōyama Mitsuki?)
 Seiyū: Myco
Mitsuki es la protagonista principal. Es una niña de 12 años, que sueña con ser una cantante pop, pero sufre de cáncer de garganta y si no se opera morirá. Pero aun así Mitsuki no quiere. Además, es huérfana y creció en un orfanato, y después se fue a vivir con su abuela, la cual no la deja cantar. Un día, dos Shinigamis, Takuto y Meroko, la visitan y le informan que solo le queda un año de vida. Debido a esto, ella sale a la luchar por conseguir su sueño. Con la ayuda de Takuto, es capaz de transformarse en Full moon (フルムーン Furumūn?), una Idol de 16 años que puede cantar, ya que no tiene el cáncer de garganta. Ella quiere convertirse en cantante por una promesa que le hizo a Eichi, el chico que le gustaba, con el tiempo comienza a enamorarse del shinigami Takuto.
Eichi Sakurai (桜井 英知 Sakurai Eichi?)
 Seiyū: Ryōhei Kimura
Eichi es el primer amor de Mitsuki. Después de la muerte de sus padres, Eichi vivió con su abuelo hasta que falleció. Fue llevado a un orfanato donde conoció a Mitsuki. Ellos se hicieron amigos rápidamente, y a Mitsuki se le rompió el corazón cuando él se fue a EE. UU., por no haber podido confesarle su amor. Parte de los motivos por los que ella quería convertirse en cantante era para encontrarlo, ya que hicieron una promesa de que los dos cumplirían sus sueños.
Fuzuki Koyama (神山 文月 Kōyama Fuzuki?)
 Seiyū: Kazuko Sugiyama
Fuzuki es la Abuela de Mitsuki. Odia la música porque cree que la música le robó todo lo que ella amaba. Está totalmente en contra de la música y se enfurece cuando oye cantar a Mitsuki, porque le hace recordar a su fallecida hija y a su yerno. Con el tiempo, cambia de opinión y acepta que Mitsuki quiera cantar, e incluso quiere ir a oírla.
Keiichi Wakaoji (若王子 圭一 Wakaōji Keiichi?)
 Seiyū: Teruaki Ogawa
Keiichi es el doctor de Mitsuki y un amigo de su padre. Formaba parte de la banda «Route L», junto con el padre de Mitsuki, Aoi Koga, y Takuto Kira; donde solía tocar el teclado. La mayoría de sus fanes lo llamaban «El Príncipe». Al principio estaba enamorado de Hazuki (la madre de Mitsuki) porque creía que ella era la chica que le había puesto un horóscopo en un mensaje, para ayudarle a escoger su camino tras la muerte de Takuto. Aunque más tarde se enamora de Ooshige, y descubre que fue ella quien le había escrito ese mensaje. 
Masami Oshige (大重 正実 Ōshige Masami?)
 Seiyū: Tomomi Seo
Ooshige es la mánager de Full Moon y una fan de «Route L», especialmente del Dr. Wakaouji. Comenzó siendo una Idol también, bajo el nombre artístico de Yuina Hanakazari (花飾結菜 Hanakazari Yuina?), pero no tuvo mucho éxito. Está enamorada de Wakaouji desde que le conoció.
Madoka Wakamatsu (若松 円 Wakamatsu Madoka?)
Seiyū: Kana
Madoka es la rival de Full Moon en la industria musical. A pesar de su talento, le falta ponerle el empeño que le pone Mitsuki a sus canciones. Además, es insegura, debido a una cirugía plástica que se hizo para ser lo suficientemente bella como para ser una celebridad; y por ello su familia la repudió. Madoka también tiene un cerdito llamado Gu-chan (ぐっちゃん?) que la idolatra, pero que ella no parece quererlo tanto. Al principio, a Madoka no le cae bien Mitsuki, pero con el tiempo cambia de parecer, llegando a apreciarla mucho. Madoka se enamora de Nachi en el manga.
Suzu Imamura
 Seiyū: Rica Fukami
Suzu es la mánager de Madoka y la rival de Masami, porque ella también fue una idol llamada Miku Niiyama. También es la hermana de Mitsuru Kijô, el presidente de Seed Records y antiguo cantante del grupo rival de «Route L».
Nachi (那智?)
Nachi solo aparece en el manga. Es el cantante principal de la banda «OZ», y se hace amigo de Mitsuki por ser la primera persona que le sonríe genuinamente mientras hablaba con él. Se enamora de Madoka. En una historieta corta se revela que conocía a Madoka antes, y ya estaba enamorado de ella, pero ella lo rechazó por ser feo y querer ser cantante. Entonces Nachi se hizo la cirugía plástica y, para acercarse a ella, se convierte en cantante hasta que consigue que ella se enamore de él.
Hikari Hayashi (林 光理 Hayashi Hikari?)
Hikari solo aparece en el manga. Hikari era la novia de Takuto mientras este estaba vivo. Después de empezar a salir juntos, Takuto descubrió que ella lo estaba engañando con otro. Su relación empezó a deteriorarse y Hikari estuvo a punto de romper con él, pero Takuto ya se había suicidado, cuando quiso reconciliarse. Dos años más tarde, ayuda a Mitsuki en su primer concierto.

### Shinigamis
Los Shinigami son espíritus que se suicidaron cuando eran humanos y que son castigados con la tarea de recolectar almas. En el manga se detalla más la vida pasada de los Shinigami, mientras que en el anime solo se explora la vida como humano de Takuto. En el caso de Takuto, si llegara a recuperar sus recuerdos por completo se convertiría en fantasma.
Takuto Kira (タクト·キラ Takuto Kira?)
 Seiyū: Yasuo Saitou
Takuto es el compañero de Meroko, y les asignan el alma de Mitsuki. Su traje de Shinigami lo hizo Meroko el cual es un gorro de gato, con una mochila con alas (las cuales son réplicas hasta que se convierta en verdadero shinigami). Es capaz de transformarse en gato de peluche. Takuto transforma a Mitsuki en una chica de 16 años y la ayuda a participar en una audición. A lo largo de la serie se enamora de Mitsuki.
Meroko Yui (めろこ·ユイ Meroko Yui?)
 Seiyū: Chieko Honda
Meroko es muy alegre y divertida, es la compañera de Takuto y está enamorada de él, aunque su amor no es correspondido. Meroko es un conejo con orejas largas, y es capaz de transformarse en un conejo de peluche. Puede cambiar su apariencia por la de otros personajes, utilizando las palabras «¡Mero mero cambio!». En el manga se dice que sigue estando enamorada de Izumi, con el cual hacia de pareja en las misiones.
Izumi Rio (いずみ·リオ Izumi Rio?)
 Seiyū: Megumi Ogata
Izumi es un Shinigami que aparece posteriormente en la historia. Aunque en el anime se presenta como el antagonista, en el manga se ve que Izumi lo pasó muy mal cuando estaba vivo, cosa que gracias a Mitsuki logra superar. Se muestra también que está enamorado de Meroko.
Jonathan (ジョナサン Jonasan?)
 Seiyū: Norihisa Mori
Jonathan es el fantasma fastidioso que acompaña a Izumi, y usa un sombrero de copa. A veces dice cosas en inglés. Es muy molesto y a veces dice cosas que no debería decir, en especial cerca de Mitsuki. En verdad «Jonathan» es un disfraz del jefe de la sección infantil, Sheldan (シェルダン部長 Sherudan-buchō?), el cual está enamorado de Mystia. En el manga, Arina Tanemura comentó que un día con sus amigos, ella dibujo un retrato de cómo pensaba que podría ser Peeves (de Harry Potter). Una vez lo terminó, se los mostró a sus amigos y ellos se rieron y le dijeron que no se parecía en nada, dado que Peeves tenía forma humana. Así que para no perder el diseñó, lo guardó y lo utilizó para crear a este personaje.
Death Master (死神主人 Desu Masutā?)
También llamada Mystere (ミスティア Misutia?), Death Master es la jefa de los Shinigamis y está enamorada de Sheldon, el jefe de la sección infantil. Al final del manga, ellos dos desaparecen juntos por haber gastado toda su energía en devolverle la voz a Takuto.

## Contenido de la obra

### Manga
Full Moon wo Sagashite se inició como una serie manga de género shōjo creada por Arina Tanemura, y serializada en la revista Ribon de la editorial Shueisha. Su serialización fue desde enero de 2002 hasta junio de 2004, siendo recopilada en 7 volúmenes tankōbon. La serie también ha sido licenciada en Estados Unidos por Viz Media, en Francia y España por Glenat, en México por Grupo Editorial Vid, en Italia por Planet Manga, en Alemania por Egmont Manga and Anime y en Portugal por JBC.
| Volumen | Fecha de publicación en Japón | ISBN               | Fecha de publicación en España | ISBN                   |
| ------- | ----------------------------- | ------------------ | ------------------------------ | ---------------------- |
| 1       | 14 de junio de 2002           | ISBN 4-08-856380-8 | 26 de octubre de 2006          | ISBN 978-84-8357-005-0 |
| 2       | 15 de octubre de 2002         | ISBN 4-08-856408-1 | 1 de diciembre de 2006         | ISBN 978-84-8357-023-4 |
| 3       | 14 de marzo de 2003           | ISBN 4-08-856445-6 | 28 de diciembre de 2006        | ISBN 978-84-8357-046-3 |
| 4       | 8 de agosto de 2003           | ISBN 4-08-856483-9 | 23 de enero de 2007            | ISBN 978-84-8357-062-3 |
| 5       | 15 de enero de 2004           | ISBN 4-08-856514-2 | 19 de febrero de 2007          | ISBN 978-84-8357-078-4 |
| 6       | 15 de junio de 2004           | ISBN 4-08-856542-8 | 30 de marzo de 2007            | ISBN 978-84-8357-104-0 |
| 7       | 15 de julio de 2004           | ISBN 4-08-856549-5 | 19 de abril de 2007            | ISBN 978-84-8357-153-8 |

### Anime
Full Moon wo Sagashite se adaptó al anime de la mano de Studio DEEN. Su emisión original fue por el canal japonés TV Tokyo del 6 de abril de 2002 al 29 de marzo de 2003, con un total de 52 episodios emitidos. La serie de televisión fue licenciada por Viz Media, que lanzó siete DVD (los primeros 28 episodios), bajo el título Full Moon antes de suspender indefinidamente los lanzamientos posteriores, citando el bajo potencial de ventas. El doblaje en inglés fue proporcionado por Blue Water Studios. Las canciones solo están subtituladas, lo que da como resultado un doblaje que alterna entre diálogos en inglés y canto en japonés. El 3 de agosto de 2024, AnimEigo anunció su licencia para el anime y relanzará la serie en Blu-ray en 2025. Anime Onegai obtuvo la licencia de la serie en América Latina.

#### Banda sonora
Temas de apertura
Interpretadas por THE SCANTY, quienes hacen varias apariciones en el anime:
- "I ♥ U" (Episodios 1-26)
- "rock'N roll PRINCESS" (Episodios 27-52)

Temas de cierre
Las cuatro canciones de los ending de Full Moon wo Sagashite son canciones que Full Moon canta durante el desarrollo del anime. Las interpreta myco -la seiyū de Mitsuki – y su banda Changin' My Life. En orden de aparición, estas son las canciones:
- "New Future" (Episodios 1-6 and 52)
- "Myself" (Episodios 7-26)
- "ETERNAL SNOW" (Episodios 27-42)
- "Love Chronicle" (Episodios 43-51)

Generalmente las canciones son relacionadas con la trama. “Myself” y “Eternal Snow”, hacen referencias a la espera y los esfuerzos de Mitsuki para encontrar a Eichi. Además, “Eternal Snow” es una canción que originalmente era interpretada por Route L, la banda del padre de Mitsuki. ”Love Chronicle” y “New Future” alude a la depresión en la que cae Mitsuki al final de la serie, los esfuerzos de Takuto para que Mitsuki volviera a ser igual que antes, y su romance.

### Especial
Un capítulo especial de diez minutos titulado Full Moon wo Sagashite: Cute Cute Adventure (満月をさがして かわいいかわいい大冒険 Furu Mūn wo Sagashite Kawaii Kawaii Daibōken?), fue distribuido por la revista Ribon en noviembre de 2002. También fue desarrollado por Studio DEEN.

### Libro de arte
El 15 de abril de 2004, Shueshia publicó un artbook de 70 páginas sobre el manga titulado The Arina Tanemura Collection: The Art of Full Moon (満月をさがしてイラスト集種村有菜COLLECTION Furu Mūn wo Sagashite: Irasuto Shū Tanemura Arina Collection?).